# Никол Рей
Никол Рей (на английски: Nicole Ray) е артистичен псевдоним на американската порнографска актриса Челси Атууд (на английски: Chelsey Atwood), родена на 4 ноември 1989 г. в град в щата Илинойс, САЩ.
Започва кариерата си в порноиндустрията през 2008 г., на 19-годишна възраст.

## Награди
Номинации за награди
- 2010: Номинация за AVN награда за най-добра нова звезда.[3]
- Номинация за 2010 AVN награда за най-добра орална секс сцена.[3]
- Номинация за 2010 AVN награда за най-добра POV секс сцена.[3]
- Номинация за 2010 AVN награда за най-добра лесбийска групова секс сцена.[3]
- 2010: Номинация за XBIZ награда за нова звезда на годината.[4]
- 2010: Номинация за F.A.M.E. награда за любима нова звезда.[5]
- 2010: Номинация за AEBN VOD награда за най-добра новачка.[6]
- Номинация за 2011 AVN награда за най-добра тройна секс сцена (жена-мъж-мъж).[7]
- Номинация за 2011 AVN награда за най-добра тройна секс сцена (жена-жена-мъж).[7]